# 大旗英雄伝
大旗英雄伝（たいきえいゆうでん、簡体字: 大旗英雄传、拼音: Dàqí yīngxióngzhuàn）は、2007年の中国のテレビドラマ。全41話。
原作は、台湾の小説家・古龍が1963年に発表された武俠小説。日本語訳は現時点で出版されていない。

## あらすじ
江湖の争いで大旗門は皆殺しに遭い、かろうじて生き延びた門下の鉄中棠らは復讐の機会をうかがって身をひそめていた。そんな中、雲翼の長男・雲鏗は大旗門の仇である寒楓堡主の長女・冷青霜と恋仲になり、あやうく大旗門を再び滅亡へと導くことになる。激怒した雲翼は、中棠に雲鏗の処刑を命じる。一方、二男の雲錚もまた厄介な問題を起こす。独りで勝手に仇討ちをしようとし、逆に大旗門一派の居どころを知られてしまったのだ。怒り心頭に発した雲翼は、再び中棠に命じて雲錚を追放するように言う。おとりにおびき出されて現れ、重傷を負った雲錚を、中棠は命を顧みずに助けようとするが、誤解をした雲錚によって逆に窮地に陥る。命からがら逃げた中棠は、そこで水霊光と出会う。再び江湖での復讐を決心し、修業に励み武術を磨く彼だが、その行く手を阻む俠客たちが次々と現れ…。

## 出演者
後記は吹替声優
- ドゥ・チュン（杜淳）／江川大輔
- ツゥイ・リン（崔林）／日野聡
- チュ・ジャヒョン（秋子賢）／藤村歩
- レイン・リー（李彩華）／落合るみ・・・温黛黛
- デリック・ワン（温兆倫）／花輪英司
- シウ・キン（修慶）／風間秀郎
- ドゥ・ジーグォ（杜志国）／水野龍司
- ソン・シャオイン（宋暁英）／定岡小百合
- チャオ・タンタン（趙丹丹）／櫨山めぐみ
- エキ・ヒョウバイ（易冰梅）／きのしたゆうこ

## スタッフ
- 原作：古龍
- エグゼクティブ・プロデューサー：ヨウ・ジェンミン（游建鳴）
- プロデューサー：ジー・グァンピン（智広平）、ジャオ・ウェイドン（教衛東）、ウー・ザオロン（呉兆龍）
- 監督：ユエン・インミン（袁英明）、ツォウ・ジーチェン（鄒集成）、リウ・フォンシェン（劉逢生）
- 撮影：ジョウ・ジュンナン（周俊能）、ジャン・ジージャン（蒋継正）
- 脚本：チェン・ユーロン（陳郁龍）、ヤン・ジー（楊基）
- アクション監督：リン・フォン（林峰）、シェン・フオシン（沈火星）
- 製作：

## 日本での放映
- 2007年8月からチャンネルNECOにて放送（日本語吹替）
- 2008年にCCTV大富にて放送（日本語字幕）[1]
- 2008年2月8日から2009年7月31日までYahoo!動画にて配信

## 日本語版ソフト
2005年にDVDがMAXAMより発売。